# Aeroporto Internacional de Regina
O Aeroporto Internacional de Regina (IATA: YQR, ICAO: CYQR) é um aeroporto internacional localizado na cidade de Regina, em Saskatchewan no Canadá. Está localizado 3,7 km a sudoeste e 7 km a sudoeste do centro da cidade de Regina. É administrado pela Autoridade do Aeroporto de Regina. Foi, em 2010, o segundo aeroporto mais movimentado em Saskatchewan, logo atrás do Aeroporto Internacional de Saskatoon.
O aeroporto é classificado como um aeroporto de entrada pela Nav Canada e conta com a Agência de Serviços de Fronteiras do Canadá (CBSA). Oficiais da CBSA neste aeroporto podem lidar com aeronaves com não mais de 120 passageiros. No entanto, eles podem lidar com até 250 se a aeronave for descarregada em etapas. 